# Nabakoutou
Nabakoutou est une localité située dans le département de Tanghin-Dassouri de la province du Kadiogo dans la région Centre au Burkina Faso.

## Géographie
Nabakoutou est situé à 2 km à l'ouest de Sané, à 12 km au nord-ouest de Tanghin-Dassouri, le chef-lieu du département, et à environ 32 km à l'ouest du centre de Ouagadougou.

## Économie
L'activité du village repose essentiellement sur l'agriculture favorisée notamment par la construction d'une banque de céréales.

## Santé et éducation
Le centre de soins le plus proche de Nabakoutou est le centre de santé et de promotion sociale (CSPS) de Sané tandis que le centre médical (CM) se trouve à Tanghin-Dassouri et que les hôpitaux sont à Ouagadougou.
Le village ne possède pas d'école primaire, les élèves devant se rendre à Sané.